# 盧吉道

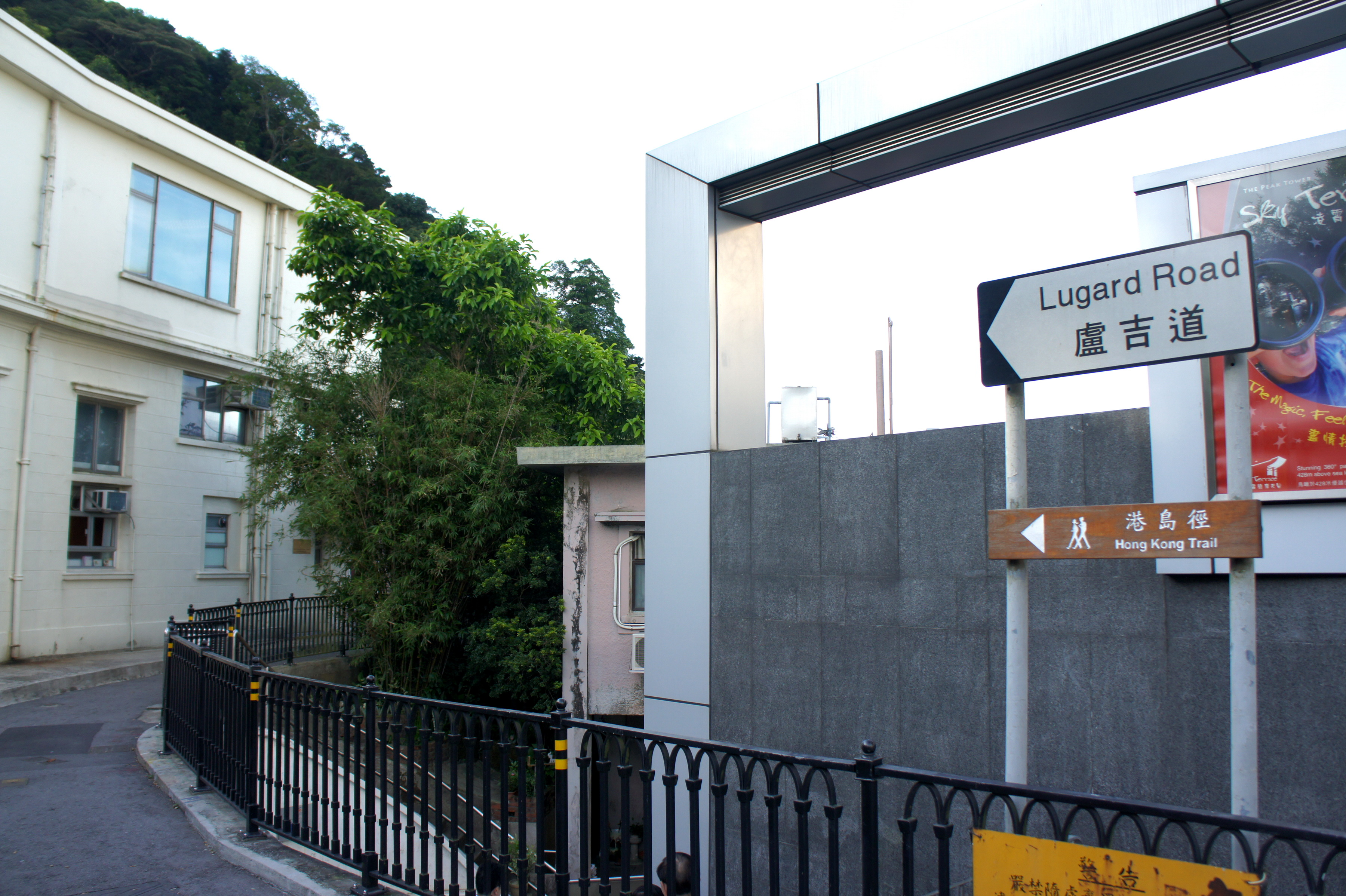
盧吉道靠近凌霄閣的一端，圖片左方之建築物為山頂纜車有限公司辦事處

盧吉道（英語：Lugard Road）是香港一條行人道路，位於香港島太平山山頂。此道以香港第十四任總督盧吉爵士而命名。

## 歷史

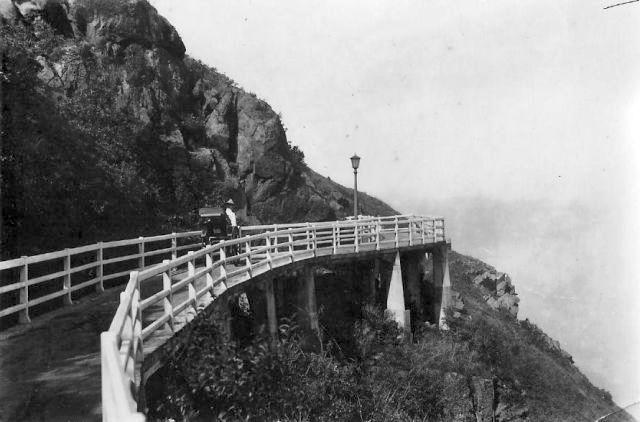
1930年代的盧吉道

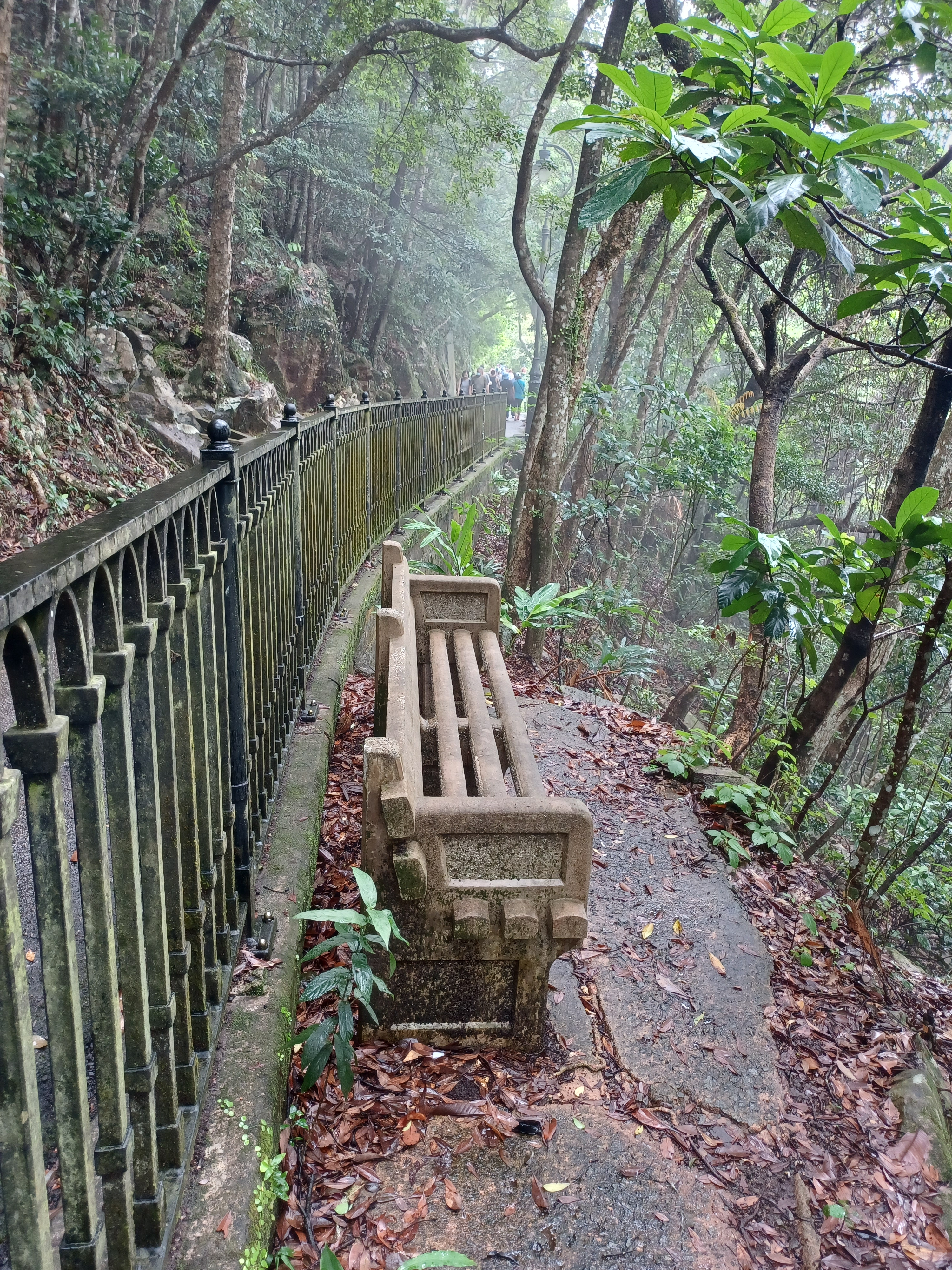
與盧吉道同時建成的麻石長凳

盧吉道建於1913年至1914年之間，以第14任香港總督盧吉的名字命名，建成後被譽為「人工征服自然者之最偉大工程」。
工程費用達5萬港元，棧道路段要先在峭壁鑿石立樁為橋柱，再在上面建橋鋪路，是香港唯一一條棧道。
盧吉道居高臨下，可飽覽太平山下西營盤及維多利亞港西面入口的風景，亦以大霧聞名，故有香港八景中的「仙橋霧鎖」之稱。

## 景觀
盧吉道只有一段可容納行人通過的道路，其中大部份為棧道設計，可俯瞰及遠眺香港島區、鯉魚門、維多利亞港和九龍的景色。
在盧吉道棧道西端向下望有「龜石」；而在東端則有「豬頭石」。

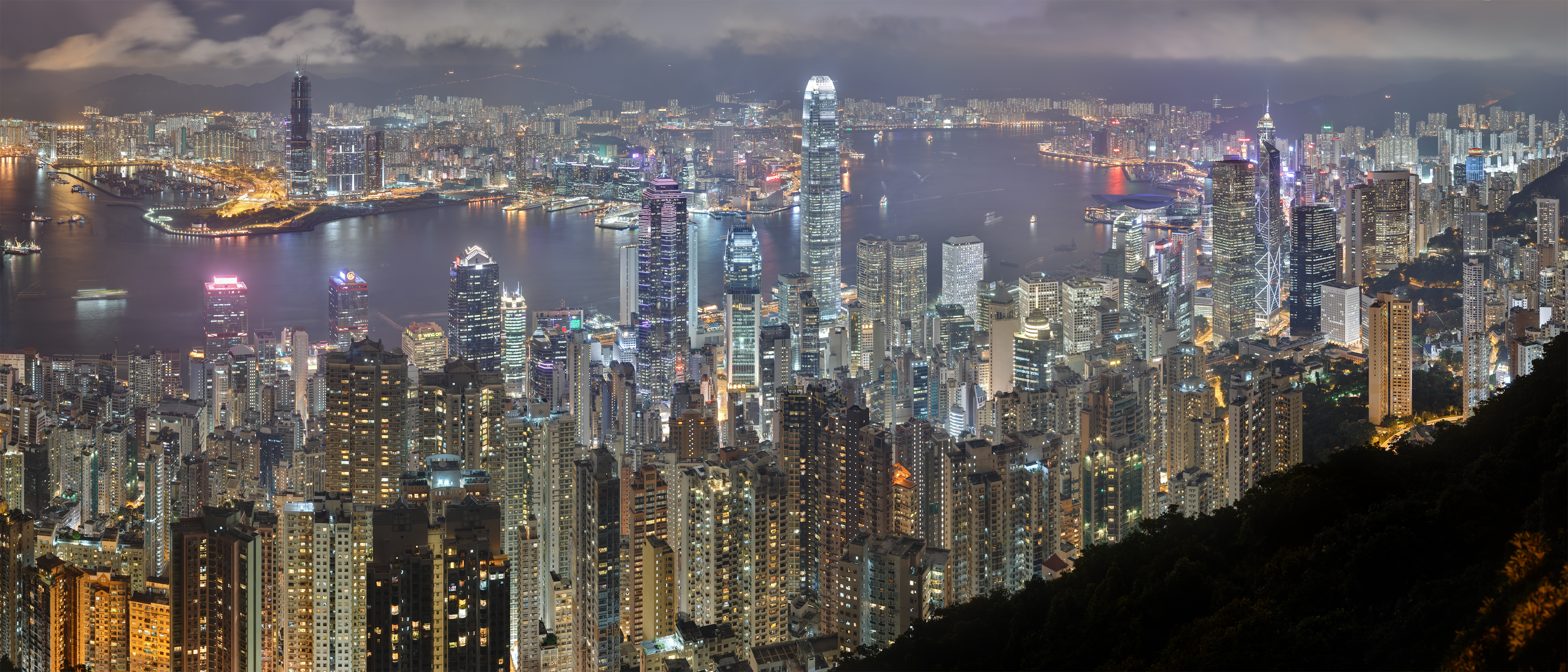
从盧吉道望维多利亚港夜色

## 著名建築
- 山頂纜車有限公司辦事處
- 爐峰峽電力分站
- 盧吉道32號 龍廬
- 盧吉道27號

## 事件
2022年11月16日下午約2時，一輛客貨車外籍司機疑不熟路况，誤闖入彎多路窄的盧吉道，並駛至近觀景台彎位無法離開，並堵塞行山路徑。到17日上午，外籍司機連同3名同鄉，加上警員亦在場協助和路政署人員拆開部分鐵欄下，到下午2時許，客貨車終於離開該處。而客貨車身被劃花撞凹，車窗亦被撼爆。

## 遠足路線
- . 山全部都係山 www.hkallshan.com.   [2024-08-18]. （原始内容存档于2024-08-18）.

## 外部連結
- 盧吉道地圖 （页面存档备份，存于）